# Redortiers
Redortiers település Franciaországban, Alpes-de-Haute-Provence megyében. Lakosainak száma 89 fő (2022. január 1.). Redortiers Banon, Montsalier, Les Omergues, Revest-du-Bion, La Rochegiron és Montfroc községekkel határos.

## Népesség
A település népessége az elmúlt években az alábbi módon változott:
| Lakosok száma | 101  | 73   | 71   | 80   | 61   | 73   | 81   | 85   | 84   | 89   |
|               | 1968 | 1982 | 1990 | 2006 | 2013 | 2015 | 2017 | 2019 | 2020 | 2022 |